# Ten Years of Tomb Raider: A GameTap Retrospective
Ten Years of Tomb Raider: A GameTap Retrospective – dziewięcioczęściowy serial dokumentalny stworzony przez GameTap, internetowy serwis poświęcony grom komputerowym, przedstawiający historię Lary Croft, serii Tomb Raider i powiązanych z nimi mediów. Prezentuje historię serii od pierwszej gry, powstałej na PC, PlayStation i Sega Saturn, status ikony popkultury, jaki uzyskała Lara, a także materiał o powstawaniu Tomb Raider: Anniversary, remake’u pierwszego Tomb Raidera.
Serwis GameTap przez kilka tygodni prezentował poszczególne miniodcinki dokumentu, pierwszy z nich ukazał się 28 czerwca 2007 roku, premiera telewizyjna miała miejsce 2 lutego 2008 roku na antenie GamePlay HD, który wyemitował dokument w całości (łącznie czterdzieści dwie minuty). Dokument był również dostępny na bonusowej płycie DVD dołączonej do kolekcjonerskiego wydania Anniversary w Europie
Narratorem dokumentu jest Keeley Hawes, angielska aktorka i osobistość telewizyjnie, udzielająca Larze głosu od czasu Legendy.

## Odcinki
- Odcinek 1.: Anniversary (Rocznica)

Krótki materiał poświęcony powstawaniu Tomb Raider: Anniversary
- Odcinek 2.: Not Just a Video Game (Nie tylko gra)

Odcinek poświęcony początkom Lary i jej drodze do symbolu popkultury
- Odcinek 3.: Buried Alive (Pogrzebana żywcem)

Odcinek pokazuje, pod jaką presją byli twórcy gry, mający wypuszczać kolejnego Tomb Raidera co roku i jak wpłynęło to na decyzję o uśmierceniu Lary w The Last Revelation
- Odinek 4.: Reanimation (Reanimacja)

Odcinek skupia się na The Angel of Darkness, uważanym za najgorszą część serii oraz przekazaniu praw do realizacji następnych gier  Crystal Dynamics
- Odcinek 5.: Pop Goes Tomb Raider (Tomb Raider i popkultura)

Zapis wystąpień Lary poza grą i różnych umów, jakie zawarł Eidos
- Odcinek 6.: Pixelated and Debated (Rozpikselowana i debatowana)

Porównanie Lary jako sekssymbolu i ikony feminizmu
- Odcinek 7.: Lara Lovers (Miłośnicy Lary)

Materiał poświęcony fanom Tomb Raidera z całego świata
- Odcinek 8.: A Tale of 5 Laras (Opowieść o pięciu Larach)

Materiał o pięciu oficjalnych modelkach Lary
- Odcinek 9.: Being Lara Croft (Być Larą Croft)

Odcinek poświęcony Karimie Adebibe, ówczesnej modelce Lary